# Voie Suisse

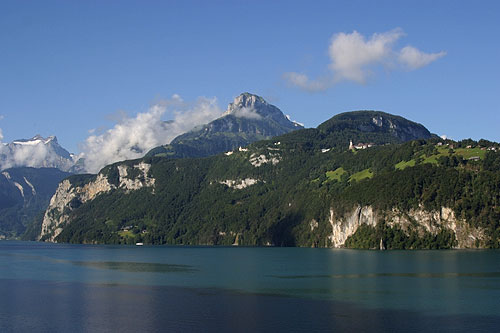
Vue sur le lac des Quatre-Cantons et le Grütli depuis le parcours (près de Brunnen)

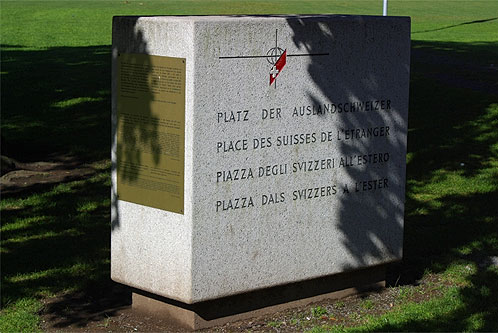
Monument de la « Place des Suisses de l'étranger » à Brunnen

La Voie Suisse (en allemand : Weg der Schweiz ; en italien : Via Svizzera) est le nom du chemin de randonnée n° 99. Ce parcours, exclusivement destiné aux piétons, s'étend sur 35 kilomètres et fait le tour du lac d'Uri, qui constitue la partie sud du lac des Quatre-Cantons. Il traverse les cantons d'Uri et de Schwytz, en Suisse. 

## Parcours
Le parcours de la Voie Suisse, qui s'étend du Grütli jusqu'à Brunnen, a été créé en 1991 pour célébrer le 700e anniversaire de la Confédération suisse. Il est divisé en tronçons, chacun correspondant à un canton de la Suisse. La longueur de chaque étape est proportionnelle au nombre d'habitants du canton en 1991 (5 millimètres par habitant). Les tronçons sont organisés dans l'ordre chronologique de l'entrée des cantons dans la Confédération, avec les cantons primitifs, signataires du pacte fédéral de 1291, placés en début de parcours : Uri, Schwytz et Nidwald. La Voie Suisse se termine à Brunnen, dans le canton du Jura, dont l'entrée dans la Confédération remonte à 1979. À Brunnen, la « Place des Suisses de l'étranger » marque le terminus du chemin.  
Le chemin peut être parcouru dans les deux sens et le temps total de marche est d’environ onze heures. Bien développé et sécurisé, il dispose de protections contre les chutes de pierres aux points critiques, comme des balustrades, des filets et des tunnels. Par temps sec, il est possible de le parcourir sans problème avec des baskets, et l'itinéraire entre Bauen et Flüelen est même accessible en fauteuil roulant. Cependant, en cas de neige ou de pluie, des chaussures de randonnée sont recommandées, notamment sur l'itinéraire Flüelen — Sisikon, en raison des terrains escarpés et graveleux. Tous les lieux de scène sont accessibles en train ou en bateau, et des hôtels sont disponibles pour les nuitées dans tous ces lieux, à l'exception de la Chapelle de Tell.

### Données
- Grütli (bateau) — Seelisberg (bateau et funiculaire) : 60 minutes, 350 m. de dénivelé ;
- Seelisberg — Bauen (bateau) : 130 minutes, 350 m. de dénivelé ;
- Bauen — Isleten (bateau) : 40 minutes ;
- Isleten — Flüelen (bateau, train) : 120 minutes ;
- Flüelen — Chapelle de Tell (bateau) : 100 minutes, 75 m. de dénivelé ;
- Chapelle de Tell — Sisikon (bateau, train) : 45 minutes, 75 m. de dénivelé ;
- Sisikon — Brunnen (bateau, train) : 170 minutes, 390 m. de dénivelé.